# Kokoroko
Kokoroko ist eine in London ansässige britische Band unter der Leitung von Sheila Maurice-Grey, die eine Fusion aus Jazz und Afrobeat spielt.

## Geschichte
Sheila Maurice-Grey gründete das Oktett 2014, nachdem sie auf einem Musikworkshop in Kenia die Afrobeat-Musik entdeckte. Alle Mitglieder von Kokoroko sind in London aufgewachsen, haben aber afrikanische Wurzeln. Nachdem die Band ein Jahr lang in kleinen Clubs aufgetreten war, begann sie auf Festival zu spielen. Zu dem Sampler We Out Here von Brownswood steuerte sie 2018 den Song „Abusey Junction“ bei. Der entwickelte sich zu einem viralen Hit; er hat mittlerweile über 75 Millionen Streams auf Spotify. 2019 wurde die Formation vom Guardian zu „Ones to Watch“ erklärt. Im September 2022 spielten sie bei den BBC Proms in der Royal Albert Hall. Die Gruppe wurde 2021 als „Jazzensemble des Jahres“ bei den Parliamentary Jazz Awards ausgezeichnet.
2022 folgte der gleichnamigen EP von 2019 Kokorokos Debüt-Album Could We Be More, das gute Kritiken erhielt und von vielen aufgrund seiner mitreißenden Energie für ein Live-Album gehalten wurde. Angeblich spielen sie „eine Art Afrobeat der Zukunft.“ Die Band tourte bisher außerhalb von Großbritannien in Frankreich, Deutschland und den Niederlanden.

## Diskografie
- Kokoroko (2019; EP)
- Could We Be More (Brownswood 2022) – UK Albums Chart # 30[8]
- Could We Be More Remixes (Brownswood 2023)
- Tuff Times Never Last (Brownswood 2025)